# 네올렉타속
네올렉타속(Neolecta)은 외자낭균아문에 속하는 자낭균류 속의 하나이다. 네올렉타강 (Neolectomycetes), 네올렉타목(Neolectales), 네올렉타과(Neolectaceae)의 유일속이다.

## 분류
- 네올렉타강 (Neolectomycetes)
  - 네올렉타목 (Neolectales)
    - 네올렉타과 (Neolectaceae)
      - 네올렉타속 (Neolecta)
        - Neolecta flavovirescens
        - Neolecta irregularis
        - Neolecta vitellina (=N. aurantiaca)